# (R,R)-Tetrahidrohrizen
-Tetrahidrohrizen ((R,R)-THC) je lek koji se koristi za izučavanje estrogenskih receptora (ER) u naučnim istraživanjima. On je ERβ antagonist i ERα agonist sa deset puta većim afinitetom za ERβ relativno na ERα.-THC je antagonist ERβ receptora.
-Tetrahidrohrizen ((S,S)-THC) se isto tavo vezuje za ER receptore, ali za razliku od (R,R)-THC, (S,S)-THC je agonist ERα i ERβ receptora i ima 20 puta niži afinitet za ERβ relativno na (R,R)-THC.